# Мой ангел-хранитель
«Мой а́нгел-храни́тель» (англ. My Sister's Keeper) — американский драматический фильм режиссёра Ника Кассаветиса, вышедший на экраны в 2009 году. Фильм основан на романе Джоди Пиколт «Ангел для сестры».

## Сюжет
Когда Кейт Фицджеральд была маленькой, у нее диагностировали острый промиелоцитарный лейкоз, который опустошил ее родителей, пожарного Брайана и юриста Сару. Поскольку ни родители, ни старший брат Кейт Джесси генетически не подходят, Брайан и Сара зачинают сестру-спасительницу Анну с помощью экстракорпорального оплодотворения. Начиная с обрезки пуповины при рождении, Анна пожертвовала Кейт совместимую кровь и стволовые клетки, и ее жизнь была полна госпитализаций, инъекций гормона роста, опиоидных обезболивающих, снотворных таблеток, кровотечений и инфекций. Сара без колебаний использует тело Анны для лечения Кейт и полностью верит, что Анна – добровольный донор. У Брайана, который ближе к Анне, есть свои опасения. Кейт также поддерживает близкие отношения с Анной и втайне чувствует вину за то, как ее болезнь повлияла на ее братьев и сестёр – например, дислексия Джесси оставалась незамеченной в течение многих лет, поскольку она получала все внимание своих родителей, что приводило к ухудшению его оценок.
Когда Кейт исполняется пятнадцать, у нее начинается почечная недостаточность. 11-летняя Анна вынуждена пожертвовать одну из своих почек, что серьезно ограничит качество ее жизни. С помощью Джесси Анна обращается к адвокату Александру Кэмпбеллу с намерением подать в суд на своих родителей за медицинскую эмансипацию. Кэмпбелл, чья скрытая эпилепсия заставляет его сочувствовать ее затруднительному положению, решает заняться ее делом на общественных началах. Представляя Анну в качестве ее опекуна ad litem, он подает иск о частичном лишении родительских прав. Это немедленно вызывает раскол между Анной и Сарой, и Брайан переводит Анну в свою пожарную часть, чтобы разлучить их.
Тем временем Кейт начинает встречаться с коллегой по раку Тейлором. После посещения выпускного вечера в их больнице для пациентов-подростков они впервые занимаются сексом, но Тейлор умирает несколько дней спустя. Обезумевшая Кейт пытается покончить с собой, приняв слишком много обезболивающих, прежде чем Анна останавливает ее.
После того, как Саре не удается добиться отмены иска, дело Анны передается в суд. Незадолго до слушания Кейт просит разрешения сходить на пляж в последний раз. Брайан получает разрешение и выписывает ее из больницы на день. Сара требует, чтобы Кейт вернули в больницу, но Брайан отказывается и угрожает развестись с Сарой, если она не присоединится к ним. Все они наслаждаются последней семейной прогулкой.
На слушании Джесси становится свидетелем агрессивного перекрестного допроса Анны Сарой в качестве свидетеля и вынуждает Анну признаться, что она действует согласно желаниям Кейт, а не своим собственным. В то время как Анна искренне хотела пожертвовать свою почку, Кейт, зная, что не переживет еще одну операцию, и достаточно натерпевшись как от себя, так и от своей семьи, попросила ее отказаться. Сара, наконец, признает, что Кейт готова умереть, и позже в тот же день Кейт умирает во сне рядом со своей матерью.
После смерти Кейт Кэмпбелл сообщает, что Анна выиграла дело. Теперь, помирившись, семья продолжает жить своей жизнью. Сара, которая бросила юридическую практику, чтобы присматривать за Кейт, возвращается на работу, Брайан уходит из пожарной охраны и консультирует проблемных подростков, а Джесси поступает в колледж. Анна рассказывает, что каждый год на день рождения Кейт они отправляются в Монтану, которая была ее «самым любимым местом в мире». Она приходит к выводу, что родилась не просто для того, чтобы спасти свою сестру, она родилась потому, что у нее была сестра, и что их отношения продолжаются даже после смерти.

## В ролях
| Актёр           | Роль                |
| --------------- | ------------------- |
| Кэмерон Диаз    | Сара Фицджеральд    |
| Эбигейл Бреслин | Анна Фицджеральд    |
| Софья Васильева | Кейт Фицджеральд    |
| Алек Болдуин    | Кэмпбелл Александер |
| Джейсон Патрик  | Брайан Фицджеральд  |
| Эван Эллингсон  | Джесс Фицджеральд   |
| Хезер Уолквист  | тётя Келли          |
| Джоан Кьюсак    | судья де Сальво     |
| Томас Деккер    | Тейлор Эмброуз      |

## Музыка
Музыка из трейлера:
- Vega 4: Life Is Beautiful

Телевизионные ролики:
- James Blunt: Carry You Home
- Plain White T’s: 1, 2, 3, 4
- Tyrone Wells: More

В фильме звучали песни:
1. Don Ho: Tiny Bubbles
2. E.G. Daily: Life Is Just A Bowl Of Cherries
3. Priscilla Ahn: Find My Way Back Home
4. Jimmy Scott: Heaven
5. Regina Spektor: Better
6. Jonah Johnson: With You
7. Greg Laswell: Girls Just Want To Have Fun
8. Pete Yorn: Don’t Wanna Cry
9. Phil Xenidis: Kill Me
10. Jeff Buckley: We All Fall In Love Sometimes
11. Edwina Hayes: Feels Like Home

Сергей Степанов («Афиша Daily») отметил, что «We All Fall In Love Sometimes», «одна из самых неотразимых баллад» Элтона Джона, в версии Джеффа Бакли стала «ещё пронзительнее».

## Критика
Фильм получил смешанные отзывы кинокритиков. На сайте Rotten Tomatoes фильм имеет рейтинг 48 %, на основе 136 рецензий со средним баллом 5,5 из 10. На сайте Metacritic фильм имеет оценку 51 из 100 на основе 28 рецензий критиков, что соответствует статусу «смешанные или средние отзывы».